# 戸町インターチェンジ
戸町インターチェンジ（とまちインターチェンジ）は、長崎県長崎市戸町にある、ながさき女神大橋道路のインターチェンジである。2005年に女神大橋方面が開通し、2008年に新戸町方面が開通した。国道499号に接続している。

## 道路
- ながさき女神大橋道路
- 長崎県道51号長崎南環状線

## 隣
ながさき女神大橋道路
新戸町IC - 戸町IC - 料金所 - 木鉢IC